# Stanley Grenz
Stanley James Grenz, né le 7 janvier 1950 et mort le 12 mars 2005, est un pasteur, théologien chrétien baptiste et écrivain américain.

## Biographie
Il est né le 7 janvier 1950 à Alpena (Michigan). Il étudie à l'Université du Colorado et obtient un Bachelor of Arts en 1973, puis il étudie la théologie au Denver Seminary (en) et obtient un master (Master of Divinity) en 1979. Il étudie également à l'Université de Munich et obtient un doctorat en théologie. Il est ordonné pasteur en 1976.
En 1979, il devient pasteur de la Rowandale Baptist Church à Winnipeg (Manitoba), jusqu’en 1981.
Durant son pastorat à Winnipeg, il enseigne à l'Université de Winnipeg et au Winnipeg Theological Seminary. En 1981, il devient professeur de théologie systématique et d'éthique chrétienne au North American Baptist Seminary (en) à Sioux Falls (Dakota du Sud), jusqu’en 1990. Par la suite, il est professeur de théologie et d'éthique au Carey Theological College (en) et au Regent College (en) de Vancouver, jusqu’en 2004. Il est également pasteur par intérim dans diverses autres églises. Il est rédacteur en chef consultant de Christianity Today. En 2004, il devient professeur d'études théologiques à la Mars Hill Graduate School (en) de Seattle (Washington).
Ses publications traitent principalement de la façon dont le christianisme évangélique devrait aborder les questions du monde contemporain. Il écrit sur des sujets telles que la sexualité, l'histoire et l'apologétique.
Il est marié à Edna Grenz, a deux enfants et est membre de la First Baptist Church Vancouver (Ministères baptistes canadiens).

## Publications
- Prayer: The Cry for the Kingdom, 1988 (2005 Revised Edition)  (ISBN 0-913573-92-2)
- Sexual Ethics: A Biblical Perspective, 1990  (ISBN 0-664-25750-X)
- Revisioning Evangelical Theology: A Fresh Agenda for the 21st Century, 1993  (ISBN 0-8308-1772-7)
- Women in the Church: A Biblical Theology of Women in Ministry, with Denise Muir Kjesbo, 1995  (ISBN 0-8308-1862-6)
- A Primer on Postmodernism, 1996  (ISBN 0-8028-0864-6)
- Created for Community: Connecting Christian Belief With Christian Living, 1996 (1998 Second Edition)  (ISBN 0-8010-2125-1)
- 20th Century Theology: God & the World in a Transitional Age with Roger Olson, 1997  (ISBN 0-8308-1525-2)
- Who Needs Theology?: An Invitation to the Study of God's Word – (Olson & Grenz) (1996)  (ISBN 0-8308-1878-2)
- Welcoming but Not Affirming: An Evangelical Response to Homosexuality, 1998  (ISBN 0-664-25776-3)
- Theology for the Community of God, 2000  (ISBN 0-8028-4755-2)
- The Moral Quest: Foundation of Christian Ethics, 2000  (ISBN 0-8308-1568-6)
- Renewing the Center: Evangelical Theology in a Post-Theological Era, 2000  (ISBN 0-8010-2239-8)
- Beyond Foundationalism: Shaping Theology in a Postmodern Context, with John Franke, 2000  (ISBN 0-664-25769-0)
- The Social God and the Relational Self: A Trinitarian Theology of the Imago Dei, 2001  (ISBN 0-664-22203-X)
- Rediscovering the Triune God: The Trinity in Contemporary Theology, 2004  (ISBN 0-8006-3654-6)